# Trond Kirkvaag
Trond Georg Kirkvaag (né le 21 juin 1946 et mort 16 novembre 2007) est un acteur, scénariste et réalisateur norvégien.

## Filmographie

### comme acteur
- 1975 : KLM klassikere (feuilleton TV)
- 1976 : Nynytt (série télévisée)
- 1976 : The Nor-way to Broadcasting (TV)
- 1979 : Brødrene Dal og professor Drøvels hemmelighet (feuilleton TV) : Brumund Dal / Various roles
- 1979 : Press (série télévisée) : Div. roller
- 1982 : Brødrene Dal og spektralsteinene (feuilleton TV) : Brummund Dal / Various roles
- 1983 : Fjærsynet : Various
- 1985 : Noe helt annet : Buff, Vampyren
- 1985 : Diplomatix (TV)
- 1987 : Lørdan (série télévisée) : (1987)
- 1988 : Skai TV - imitert fjernsyn (série télévisée)
- 1992 : KLMs nachspiel (série télévisée)
- 1993 : Blå ulvene, De : Guest at vernisag
- 1994 : The Rise and Fall of an Olympic Village (TV)
- 1994 : Brødrene Dal og legenden om Atlant-Is (feuilleton TV) : Brumund Dal / Various roles
- 1995 : KLMs vorspiel (série télévisée)
- 1996 : Trotto libre (feuilleton TV)
- 2005 : Brødrene Dal og mysteriet med Karl XIIs gamasjer (feuilleton TV) : Brumund Dal + various characters

### comme scénariste
- 1976 : The Nor-way to Broadcasting (TV)
- 1979 : Brødrene Dal og professor Drøvels hemmelighet (feuilleton TV)
- 1982 : Brødrene Dal og spektralsteinene (feuilleton TV)
- 1983 : Fjærsynet
- 1985 : Noe helt annet
- 1985 : Diplomatix (TV)
- 1994 : Brødrene Dal og legenden om Atlant-Is (feuilleton TV)
- 2005 : Brødrene Dal og mysteriet med Karl XIIs gamasjer (feuilleton TV)

### comme réalisateur
- 1975 : KLM klassikere (feuilleton TV)